# 铜山站 (中国铁路)
铜山站是一个陇海线上的铁路车站，位于江苏省徐州市鼓楼区九里街道，建于1990年，目前为三等站，邮政编码为221008。目前客运：办理旅客乘降；不办理行李、包裹托运；货运办理整车、集装箱货物发到，不办理煤、焦炭、棉花发送、到达，货源辐射临沂、济宁、枣庄、砀山、淮北等地区。
车站设有9条到发线、16条货物线（目前启用8条），占地1385亩。其中货场面积为1224亩，主要办理长大、笨零货物以及煤炭、粮食、化肥、集装箱的到发业务，年货运吞吐量300万吨能力。车站设有4条货运专用线，通往丰裕粮油实业集团、苏恒仓储、盛源储运、中铁十局集团有限公司徐州桥梁厂等单位。

## 历史
原为九里山站，在1966年之前只是个四等小站，仅办理徐州至虞城县、徐州至沙塘等几趟管内慢车业务，同时车站内也只有木材专用线、采石场专用线和民航专用线。1993年1月1日，九里山站被铁道部更名为铜山站，隶属于徐州西站。1993年，徐州站改造期间，徐州站的笨零货物全部迁入铜山站货场内，同时，徐州站所有始发客车也改由铜山站客整线整备。徐州站恢复开通后，客整场撤销，铜山站提升为三等站，配备调车机2台，重新划分5条专用线。2000年，铁路运输生产力布局调整时，徐州西站整建制并入徐州北站，所属铜山站也成为该站下辖的一个货运站。